# Paul-Eugène Charbonneau
Paul-Eugène Charbonneau, CSC (Sainte-Agathe-des-Monts, 15 de dezembro de 1925 — 11 de setembro de 1987) foi um sacerdote católico, teólogo e educador canadense radicado no Brasil desde 1959.

## Biografia
Nascido em Sainte-Agathe-des-Monts, Quebec, aos 10 anos,  após  falecimento  dos  pais, vai morar em Montreal, com seu irmão mais velho, René, e sua  esposa. Graduou-se  em  filosofia  na Universidade de Montreal (1947), em Teologia, pela Congregação de Santa Cruz (1951). Em 23 de novembro de 1950, ordenou-se padre pela Congregação de Santa Cruz, no Oratório São José, em Montreal. Em 1956, obteve o título de doutor em teologia, também pela Universi-dade de Montreal. Durante a década de 1950, também em Montreal, foi diretor do serviço de preparação ao casamento e professor de Teologia na Universidade de Montreal, no Instituto Superior de Ciências Religiosas e no Seminário da Congregação de Santa Cruz. Foi também professor de Filosofia no Colégio Saint Laurent e na Congregação Santa Cruz. 
Transferido para Roma, em 1956, trabalhou na Cúria Generalizada de Santa Cruz.
Designado para ensinar filosofia no Colégio Santa Cruz, em São Paulo, o padre Charbonneau chegou ao Brasil em 1959. De 1965 até sua súbita morte em 1987, foi vice-diretor do Colégio, demarcando os princípios que sustentam a filosofia e a ação educacional do Colégio.
Enfatizava a relação direta entre conhecimento e ação e defendia uma visão total do ser humano, ligando corpo e alma, vida física e espiritual. Estimadíssimo pelos alunos, procurava transmitir-lhes a atitude crítica, o respeito à diversidade de pensamento, o amor à vida e às coisas do espírito. Estudioso, arguto, polêmico, é autor de extensa obra, grande parte da qual dedicada à educação e a questões relativas a sexualidade, drogas, adolescência, educação, Deus, casamento, ciência e política.
Sobre a juventude e seu poder inspirador, disse:
Somos inquietos. Porque os jovens nos empurram no caminho da existência e nos forçam todos os dias a nos fazer cem perguntas insolúveis; porque exigem de nós respostas; porque todas as manhãs, na luz do dia que desponta, erguem à nossa frente o impenetrável mistério do homem; porque nos perguntam como tornar-se homem e por que tornar-se cristão... Eles nos tiram o repouso do espírito e não nos deixam parar.
Foi professor de Ciências Religiosas na PUC-SP; de Teologia, no Instituto de Filosofia e Teologia de São Paulo entre 1965 e 1966; de Antropologia, na Escola Paulista de Medicina (1967); e de Moral, na Escola Paulista de Enfermagem (1969). Foi um dos membros fundadores da Associação de Dirigente Cristãos de Empresas (ADCE), para a qual trabalhou como assessor doutrinário.
Foi delegado brasileiro no Congresso Internacional da Union Internationale Chrétienne des Dirigeants d'Entreprise (UNIAPAC), no Chile (1961) e em Bruxelas, Bélgica (1962). Também representou o Brasil na Comissão Central de Delegados para a UNIAPAC, em Buenos Aires, Argentina (1963); na Fédération internationale des écoles de parents et d’éducateurs, entidade membro da UNESCO, em Quito, Equador (1981); e no Congresso Nacional e Latino-Americano de Escolas de Pais, em Santa Cruz de la Sierra, Bolívia, em 1980 e 1981.
Colaborador assíduo do jornal Folha de S. Paulo, de 1969 até os anos 1980,  e conferencista renomado, proferiu palestras nos EUA, Canadá e na Europa, mas principalmente, no Brasil, onde fez programas de televisão e rádio. Suas obras têm sempre a finalidade de orientação tanto para casais, pais em relação aos filhos, educação, prevenção ao abuso de drogas, educação sexual, orientação cristã.
A 10 de agosto de 1987, quando iniciava uma conferência no Colégio Madre Cabrini, em São Paulo, o Padre Charbonneau sofre uma hemorragia cerebral. Levado ao Hospital Santa Catarina, morre um mês depois, em 11 de setembro, aos 61 anos, por falência de múltiplos órgãos.

## Obras
O Padre Charbonneau publicou 45 livros, em várias línguas, dentre os quais:
- Adolescência e Liberdade. Editora Pedagógica e Universitária - EPU.
- Adolescência e Sexualidade. Paulus.
- Aids: Prevenção, Escola. Paulus.
- Carta aberta aos teólogos sôbre um problema do mundo moderno. Limitação dos nascimentos. Duas Cidades.
- Cristianismo, Sociedade e Revolução. Herder.
- Crônica da Solidão. Editora Pedagógica e Universitária - EPU.
- Curso de preparação ao casamento. HERDER.
- Da teologia ao homem: ensaio sobre a teologia da libertação. Loyola.
- Drogas: prevenção, escola. Paulinas.
- Educar: diálogo de gerações. EPU.
- O Homem à procura de Deus. EPU.
- Humanae Vitae e liberdade de consciência. Herder.
- Jovens: Casamento à Vista. Loyola.
- Da Rerum Novarum à Teologia da Libertação. Loyola
- Sentido cristão do Casamento - ensaio a respeito da espiritualidade conjugal. Loyola.
- Desenvolvimento dos povos. Herder.
- Amor de outono: encontros de casais. Loyola.
- Auto-ajuda e desenvolvimento humano.
- Entre Capitalismo e Socialismo: a Empresa Humana. Thomson Learning.
- A escola moderna, uma experiência brasileira: O Colégio Santa Cruz. EPU.
- Jovens: casamento à vista. Loyola.
- La Figure Merveilleuse de Maria. Fides.
- Limitação dos nascimentos. Codil.
- Marxismo e socialismo real. Loyola.
- Namoro e Virgindade. Moderna.
- Noivado. Codil.
- Pais e filhos: diálogo sobre o amor. Herder.
- Educação brasileira e colégios de padres (em co-autoria com Gilles BEAULIEU). São Paulo, Herder.
- Reforma social cristã do Brasil.

### Sobre Charbonneau
- Martins, Alberto. Charbonneau - Ensaio e Retrato. Scipione, 1997, ISBN 8526233793.